# Paradoxe de Cuomo
Le paradoxe de Cuomo est l’observation selon laquelle des facteurs associés à une diminution du risque de développer une maladie peuvent présenter des effets neutres ou nuisibles lorsque cette maladie est déjà installée. Des exemples ont été rapportés pour un excès de masse corporelle,, une consommation modérée d’alcool,, et un taux de cholestérol élevé,.
Le terme a été proposé après la publication de l’article du biologiste médical Raphael E. Cuomo dans le Journal of Nutrition qui décrit ce phénomène.
Le concept a gagné en popularité en août 2025 lorsqu’un compte attribué à la princesse Leonor d’Espagne l’a relayé sur Instagram, déclenchant un débat important sur Reddit, divers blogs et autres réseaux sociaux,,,.
Le Paradoxe de Cuomo alimente les appels en faveur de directives de nutrition de précision distinguant les conseils de prévention destinés aux personnes en bonne santé et ceux destinés aux patients déjà atteints d’une maladie,.